# Мали Лаган (Лагнићи)
Мали Лаган је мало ненасељено острво у хрватском делу Јадранског мора.
Мали Лаган се налази 2,6 км северозападно од залива Валичин жал на Дугом отоку и око 0,3 км северозападно од острва Велики Лаган. Површина острва износи 0,01 км². Дужина обалске линије је 0,37 км.. 